# 冰川嶺
冰川嶺（英語：Glacier Ridge）是南極洲的山嶺，位於羅斯島，處於埃里伯斯火山南坡，長8公里、寬1.5公里，最高點海拔高度約2,200米，現時由南極條約體系管理。

## 外部連結
. . United States Geological Survey.   [2012-04-24].
77°36′S 167°17′E / 77.600°S 167.283°E